# 하윤
하윤(河潤, 1452년 ~ 1500년)은 조선의 문신이다. 본관은 진주(晉州). 자는 수부(晬夫), 호는 운수당(雲水堂)이다.

## 생애
1477년(성종 8) 생원·진사 양시에 합격하고, 1483년 식년문과에 병과로 급제하여 검열(檢閱)이 되었다. 1488년(성종 19) 예문관 봉교(藝文館奉敎)로서 파출되었던 임사홍(任士洪)의 벼슬을 거두기를 상소하였다. 1489년 예조좌랑(禮曹佐郞)으로서 영안도(永安道)에 나가 민정을 살폈다. 1490년 1월에 영안도 문폐사(永安道問弊使)로 활동을 마치고 돌아와서 복명(復命)하고 안변(安邊) 등 여러 고을의 불법(不法)한 일을 아뢰었다.
1496년 사헌부지평(司憲府持平)이 되었으나, 1498년 폐비윤씨(廢妃尹氏)의 입묘추숭(立廟追崇)의 그릇됨을 극간하다가 순천군수로 나가 임지에서 죽었다.

## 가족
- 아버지 : 하계지(河繼支, 거제현령)
  - 배우자 : 선산 김씨(善山金氏)
    - 아들 : 취굉(就浤, 진사, 참봉), 취양(진사, 정종대왕 4남 선성군의 손서), 취홍(就洪, 봉사), 취심(就深, 상서원 직장), 취연(就演)